# レイワジャパン・ネオ
レイワジャパン・ネオ（REIWA JPAN NEO）は、東京都港区にある芸能育成スクール。エクセリング系列。

## 概要
2021年4月開設。レイワジャパン・ネオは俳優、女優、モデル、タレント、アイドル、お笑い、声優などの幅広いジャンルの人材を育成しマネジメントする芸能育成スクールである。

## レイワジャパン（エクセリング）所属タレント
- 黒田アーサー
- ニコラス・ペタス
- 後藤祐樹
- サヘル・ローズ
- 荒井サブリナ
- 三浦皇成
- 家田祥子
- 荻野綱久
- 太田三砂貴

## 2022年の撮影現場実績

### ドラマ
君の花になる／クロサギ／差出人は、誰ですか？／ボーイフレンド降臨！／アトムの童／silent／親愛なる僕へ殺意をこめて／霊媒探偵・城塚翡翠／古書堂物語／エルピス／－50kgのシンデレラ／ガラパゴス／束の間の一花／極悪女王／仮面ライダー BLACK SUN／ロマンス暴風域／カナカナ／純愛ディソナンス／鎌倉殿の13人／NICE FLIGHT!／六本木クラス／私のシてくれないフェロモン彼氏／トモダチゲームR4／推しが武道館いってくれたら死ぬ／ユニコーンに乗って／理想ノカレシ／石子と羽男－そんなコトで訴えます？－／オールドルーキー／にがくてあまい／消しゴムをくれた女子を好きになった。／テッパチ！／復讐の未亡人／雨に消えた向日葵／拾われた男／インビジブル／アキラくん／マイファミリー／就活タイムカプセル／持続可能な恋ですか？／悪女（わる）／パンドラの果実～科学犯罪捜査ファイル～／金田一少年の事件簿／ナンバＭＧ５／未来への10カウント／泳げ！ニシキゴイ／特捜9 シーズン5／絶対BLになる世界VS絶対にBLになりたくない男２／不幸くんはキスするしかない！／競争の番人／新・ミナミの帝王／きいてください、最後の曲です／Drops of God神の雫／ラブシェアリング／緊急取調室 新春SP／となりのチカラ／真犯人フラグ／DCU／ユーチューバーに娘はやらん！／元彼の遺言状／海岸通りのネコ耳探偵／しもべえ／アクターズショートフィルム２／30までにとうるさくて／全っっっっっ然知らない街を歩いてみたものの／エンジェルフライト／First Love 初恋／サンクチュアリ-聖域-／
君に届け／逃亡医Ｆ／アバランチ／妻、小学生になる。／HOTEL／あさぎーにょ／ダブル／御手洗家、炎上する／オリバーな犬、（Gosh!!）このヤロウ／明日、私は誰かのカノジョ／結婚するって、本当ですか／俺の可愛いはもうすぐ消費期限！？／それ忘れてくださいって言いましたけど。／THE DAYS／先輩、断じて恋では！

### 映画
Lady Kaga／キングダム２ 遥かなる大地へ／大怪獣のあとしまつ／そして僕は途方に暮れる／太陽とボレロ／アキラとあきら／沈黙のパレード／チェリまほザムービー／妖怪シェアハウス／今夜、世界からこの恋が消えても／HiGH＆LOW THE WORST X／刀剣乱舞-黎明-／緊急取調室／ナニワ金融道／リボルバー・リリー／Dr.コトー診療所／イチケイのカラス／なのに、千輝くんが甘すぎる。／東京リベンジャーズ2／縛ってあげたい／モエカレはオレンジ色／キリエ／まなみ100％／波紋／ロストケア／YSK／サイド・バイ・サイド／おまえの罪を自白しろ／ここから

### ミュージックビデオ
=LOVE／桜坂46／日向坂46／Kis-My-Ft2／フィロソフィーのダンス／カノエラナ／ROTH BART BARON／AI／20th Century／ジャニーズWEST／高野洸／湘南乃風／BE:FIRST／藍井エイル／サンダルテレフォン／超特急

### 舞台
風鈴／お気をたしかに／ため生き2022／夢艇／バハラナ／スフィンクスの息吹／Juliet／罪時々罰／親父のテイスティー／舞姫／シンギュラリティ・ゼロ／電波塔／After/Reset／荒海に漂う木の葉のように／GO,JET!GO!GO!／どぎまぎメモリアル／黄昏オリンピック／どん底ボトムアウト／レ・ミゼラブル～惨めなる人々～／火の風にのって／12人の怒れる人々／Kiss Me You／ザ・ファイナルセカンド

### その他
新しいカギ／千鳥presents　ディエゴ／LGBTs／障害のある人とともに／ふれあいひろば警視庁教室映像／習志野市企業局／創建物件／Around the corner／国立研究開発法人理化学研究所／INPIT／DHCテレビ・ときめきBBA／この歌詞が刺さった！グッとフレーズ／奇跡体験！アンビリバボー／東京個別指導学院／人事院／逆転人生／沁みる夜汽車／ファミリーヒストリー／THE突破ファイル／日本統一／さんま×上田×有働！今だから話します／官公庁／世界仰天ニュース／呼び出し先生タナカ／エマージェンシーコール～緊急通報指令室～／バチェラー・ジャパンシーズン5／花王フジロックフェスティバル／全力脱力タイムズ／サンダルテレフォン／あしたが変わるトリセツショー／水曜日のダウンタウン／行列のできる法律相談所／5時に夢中！／サイエンスZERO／ギバーテイカー／武蔵境自動車教習所／オンライン英会話スクール／国立成育医療研究センター／東武トップツアーズ／オルガン坂生徒会／NPO法人日本子どもの安全総合教育研究所／全国信用組合中央協会